# 德努漂镇区
德努漂鎮為緬甸伊洛瓦底省馬烏賓縣的行政區。2014年人口179,353人，區域面積751.45平方公里。德努漂為該鎮之行政中心。德努漂鎮下分1城市、16區、63村組以及450村莊。

## 外部連結
- "Ayeyarwady Division: Danuphyu Township" map, 2008, Myanmar Information Management Unit (MIMU)